# Copa Mediterránea 1949
La Copa Mediterránea 1949 o Torneo de la Amistad (en inglés: Friendship Cup; en italiano: Torneo dell'Amicizia) fue la primera edición de la Copa Mediterránea, torneo en el que participaron selecciones de fútbol absolutas y selecciones B de estados que bordean el Mar Mediterráneo. El campeonato se disputó en Atenas, Grecia, y el ganador de esta edición fue Italia B.

## Formato
Las 4 selecciones participantes juegan en un grupo único por el sistema de todos contra todos, a una sola rueda. Debido a esto, cada equipo solamente juega 3 partidos en dicho grupo. Dependiendo del resultado del partido, el ganador recibe 2 puntos, un punto para cada quien en caso de empate, y cero puntos al perdedor. Gana el equipo que quede primero en el grupo.

## Equipos participantes
| Equipos participantes | Equipos participantes |
| --------------------- | --------------------- |
| Egipto                | Grecia                |
| Italia B              | Turquía               |

## Resultados

### Grupo único
| Equipo   | Pts | PT | G | E | P | GF | GC | DG |
| -------- | --- | -- | - | - | - | -- | -- | -- |
| Italia B | 6   | 3  | 3 | 0 | 0 | 8  | 5  | +3 |
| Turquía  | 4   | 3  | 2 | 0 | 1 | 7  | 6  | +1 |
| Egipto   | 2   | 3  | 1 | 0 | 2 | 6  | 6  | 0  |
| Grecia   | 0   | 3  | 0 | 0 | 3 | 4  | 8  | -4 |

| 12 de mayo de 1949 | Egipto                   | 2:3 (0:1) | Turquía                                                | Apostolos Nikolaidis Stadium, Atenas                       |                                                            |
| 16:30 (UTC+2)      | Toto · Awad Abdel Rahman | Reporte   | Gündüz Kılıç 38' · Bülent Esel 46' · Şükrü Gülesin 86' | Asistencia: 20,000 espectadores Árbitro(s): Agostino Gamba | Asistencia: 20,000 espectadores Árbitro(s): Agostino Gamba |

| 15 de mayo de 1949 | Grecia                | 1:2 (0:1) | Turquía                            | Apostolos Nikolaidis Stadium, Atenas                          |                                                               |
| 16:45 (UTC+2)      | Xenos Markopoulos 49' | Reporte   | Gündüz Kılıç 33' · Bülent Esel 46' | Asistencia: 15,000 espectadores Árbitro(s): Mohammed Al Sayed | Asistencia: 15,000 espectadores Árbitro(s): Mohammed Al Sayed |

| 18 de mayo de 1949 | Grecia                    | 1:3 (1:2) | Egipto                               | Apostolos Nikolaidis Stadium, Atenas                       |                                                            |
| 16:45 (UTC+2)      | Alekos Chatzistavridis 4' | Reporte   | Kamal El-Sabbagh 3' 85' · Hamdain 5' | Asistencia: 15,000 espectadores Árbitro(s): Agostino Gamba | Asistencia: 15,000 espectadores Árbitro(s): Agostino Gamba |

| 20 de mayo de 1949 | Turquía                             | 2:3 (2:2) | Italia B                                     | Apostolos Nikolaidis Stadium, Atenas                               |                                                                    |
| 17:00 (UTC+2)      | Sukru Gulesin 10' · Bülent Esel 13' | Reporte   | Alberto Galassi 1' · Aldo Puccinelli 27' 85' | Asistencia: 15,000 espectadores Árbitro(s): Vasilis Diamantopoulos | Asistencia: 15,000 espectadores Árbitro(s): Vasilis Diamantopoulos |

| 22 de mayo de 1949 | Egipto   | 1:2 (0:1) | Italia B                                    | Apostolos Nikolaidis Stadium, Atenas |                                 |
|                    | Toto 71' | Reporte   | Aldo Puccinelli 44' · Leandro Remondini 67' | Asistencia: 19,000 espectadores      | Asistencia: 19,000 espectadores |

| 25 de mayo de 1949 | Grecia                                       | 2:3 (0:1) | Italia B                                       | Apostolos Nikolaidis Stadium, Atenas                          |                                                               |
| 16:45 (UTC+2)      | Ilias Stafilidis 54' · Xenos Markopoulos 76' | Reporte   | Alberto Galassi 25' 68' · Guiseppe Baldini 48' | Asistencia: 15,000 espectadores Árbitro(s): Mohammed Al Sayed | Asistencia: 15,000 espectadores Árbitro(s): Mohammed Al Sayed |

|               |
| Campeón       |
| Italia B      |
| Primer título |

## Estadísticas

### Goleadores
| Jugador           | Selección | Goles | Participaciones |
| ----------------- | --------- | ----- | --------------- |
| Aldo Puccinelli   | Italia B  | 3     | 3               |
| Bülent Esel       | Turquía   | 3     | 3               |
| Alberto Galassi   | Italia B  | 3     | ¿2?             |
| Gündüz Kılıç      | Turquía   | 2     | 2               |
| Toto              | Egipto    | 2     | 3               |
| Xenos Markopoulos | Grecia    | 2     | 3               |
| Şükrü Gülesin     | Turquía   | 2     | 3               |

Fuente: eu-football.info